# Zegveld
 (décembre 2023).
Si vous disposez d'ouvrages ou d'articles de référence ou si vous connaissez des sites web de qualité traitant du thème abordé ici, merci de compléter l'article en donnant les références utiles à sa vérifiabilité et en les liant à la section « Notes et références ».
Zegveld est un village situé dans la commune néerlandaise de Woerden, dans la province d'Utrecht. Le 1er janvier 2008, le village comptait 2 353 habitants.

## Histoire
La petite commune de Rietveld a été créée le 1er avril 1817 par démembrement du territoire de la commune de Zegveld.
Zegveld a été une commune indépendante jusqu'au 1er janvier 1989, date de son rattachement à Woerden.